# 1953 en Colombie-Britannique
Chronologie de la Colombie-Britannique
- 1949
- 1950
- 1951
- 1952
- 1953
- 1954
- 1955
- 1956
- 1957

Cette page concerne des événements qui se sont produits durant l'année 1953 dans la province canadienne de Colombie-Britannique.

## Politique
- Premier ministre : W.A.C. Bennett.
- Chef de l'Opposition : Harold Winch du Parti social démocratique du Canada puis Arnold Webster (en) du Parti social démocratique du Canada
- Lieutenant-gouverneur : Clarence Wallace
- Législature :

## Événements
- 10 avril : élection générale britanno-colombienne. W.A.C. Bennett (Crédit Social) est réélu avec un gouvernement majoritaire avec 28 siège à l'Assemblée législative de la Colombie-Britannique.

- Décembre : CBUT-DT, la plus vieille station de télévision du Canada occidental, réalise ses premières émissions.

## Naissances
- Danielle Charbonneau, animatrice de la radio.

- 20 février à Victoria : Clay Hebenton , joueur de hockey sur glace. Il évolue au poste de Gardien de but. Il est le fils de Andrew Hebenton, un ancien joueur de hockey sur glace.

- 10 juillet à Port Alberni : Ronald Nicholas Andruff , joueur professionnel de hockey sur glace qui évoluait en position de centre.